# Pamlény
Pamlény község Borsod-Abaúj-Zemplén vármegyében, a Szikszói járásban.

## Fekvése
Miskolctól 65 kilométerre északkeletre fekszik. A 26 124-es közút vezet a zsákfalunak számító településre, Szászfa és az ott húzódó 2613-as út irányából.

## Története

### Középkor
Neve szláv eredetű személynévből származhat, amely mögött a pomnyeny ’akire emlékeznek’ jelentésű szó rejlik. A név a magyar kiejtésnek megfelelően alakult át. A szláv po mlin ’malom menti’ eredeztetése tévedés.
Első említése 1299 körüli évekből származik. Ekkor az elsősorban Torna és Gömör vármegyében birtokos Tekes rokonság egyik ága – a későbbi Jósvafői vagy Szini család ősei – tartotta a kezén a települést, és adta vissza Köblivel és Keresztétével együtt a Balog nemzetség ama ágának, amelyből a későbbi Marcali család származott. Ez azonban csak rövid ideig tartó birtoklást jelentett, mert újra a Tekes rokonok kezén volt a falu. 1340-ban a rokonság ágai megosztoztak birtokaikon, ennek során Pamlény a tornai ághoz, azaz a Tornai családhoz tartozó László fia Jánosé lett. Az ő kezén volt 1347-ben is, amikor Keresztéte és Pamlény közti határokon vitatkoztak. A falu a tornai uradalom része volt, és annak sorsában osztozott. A Tornai család utolsó tagja, János 1406-ban bekövetkezett halálával visszaszállt a királyra. Ezután rövid ideig a lengyel származású, Stibor erdélyi vajdával rokonságban levő poznani Mosticius birtokolta. 1409-ben a teljes tornai uradalom, így Pamlény is királyi csere útján Özdögei Besenyő Pál volt horvát és szlavón báné és Berencsi Sáfár Istváné lett, akik az ennél értékesebb, Szlavóniában fekvő, Körös vármegyei Kőkaproncát és uradalmát adták érte. A király egyben örökre elengedte a kincstárnak járó kamara haszna adót, ezért az 1427-es Abaúj vármegyei kamara haszna összeírásból hiányzik, akárcsak Méra kivételével a tornai uradalom más falvai is. 1414-ben Besenyő Pál és Berencsi megosztoztak az uradalmon, amely ezután a nevüket Tornaira változtató Besenyőké volt kihalásukig, 1435-ig, utána királyi, királynéi birtok, majd Beckensloer János esztergomi érsek és rokona Domoszlói Henrik kezén volt, kik 1476-ban 10.800 forintért eladták Szapolyai Imrének és Istvánnak.
1418-ban a szomszédos szászfaiakkal egy kaszáló miatt vitatkoztak a pamlényaik, hasonló ügy miatt folyhatott per 1427-ben is.
Az egri püspökség tizedeinek felosztásakor tizedei a káptalannak jutottak. E miatt a püspök és a káptalan között per keletkezett, amelyben 1319-ben egyezett ki a két fél. Más Abaúj, Borsod és Ung vármegyei települések és Eger egy részének tizedei mellett Pamlény falu tizedeit is visszakapta az egri káptalan.

### Kora újkor
Pamlény falunak, mint a tornai váruradalom tartozékának és mint Szapolyai-birtoknak a sorsa Mohács után, illetve a kettős királyválasztás korában összefonódott a Magyar Királyság sorsával. A tornai uradalmat és a hozzá tartozó számos Gömör és Torna vármegyei birtokot eredetileg Szapolyai Imre, a későbbi nádor és felesége, pelsőczi Bebek Orsolya (†1486), illetve Szapolyai István kapta adományba 1472-ben. Szapolyai Imre (†1487) nádor halála után, fivére, Szapolyai István (†1499) tárnokmester örökölte, aki fiaira, Szapolyai Jánosra (1487–1540) és fivérére, Györgyre (†1526) hagyta. Miután Szapolyai György elesett a mohácsi csatában, Torna vára és tartozékai az 1526. évi székesfehérvári országgyűlésen királlyá választott Szapolyai János kizárólagos birtokába kerültek, aki a két Torna vármegyei várat, Szádvárt és Tornát kancellárjának és tanácsosának, Werbőczy Istvánnak (1458–1541) adományozta. Werbőczy azonban nem foglalhatja el az adományt, mert [[I. Ferdinánd magyar király|I. Ferdinánd]] király (1526–1564) katonái beveszik Torna várát, és Tornát új ura, a Habsburg király Werbőczy István hűtlensége miatt 1527-ben Szádvárral együtt Révay Ferencnek adományozza, de Tornát és tartozékait, valamint Szádvárt és a gömöri Murányt, mint Szapolyai János egykori jószágait, még ugyanebben az évben vingárti Horváth Gáspár és felesége, Likerka Johanna kapja adományba I. Ferdinándtól. Az adományos azonban egyelőre nem tud birtokához jutni, mivel Torna várát ekkor a Szapolyai-párti Bebek Ferenc és Imre tartja hatalmában, de az oligarchák később Ferdinándhoz pártolnak. I. Ferdinánd 1536-ban megerősíti a donációt főkamarásmesterének, vingárti Horváth Gáspárnak és feleségének, Torna várához ekkor Abaúj vármegyében Pamlény, Encs, Ináncs, Méra és Bénye (Szurdok-Bénye, ma: Hernádszurdok) falvak tartoznak. A két király közötti harcokra jellemző, hogy 1539-ben I. Ferdinánd ismét oklevélben biztosítja új birtokosát a tornai váruradalomról, és ígéri, amennyiben Szapolyai János király visszafoglalná a várat, helyette más birtokkal pótolja majd hívét. Vingárti Horváth Gáspár (†1544) már az 1520-as években a királyi udvarban szolgál palotásként, majd II. Lajos király (1516–1526) 1526-ban asztalnokmesterré és istállómesterré nevezi ki, részt vesz a mohácsi csatában, ahonnan először Szapolyai Jánoshoz megy, de nem sokkal később visszatér I. Ferdinánd pártjára, és a Habsburg király 1527-ben főkamarásmesterének teszi meg. Feleséget is a királyi udvarból választ, II. Lajos felesége, Habsburg Mária királyné udvarhölgyét, Lykerka Johannát veszi nőül. Amikor végül Torna Horváth Gáspár birtokába kerül, a várat választja rezidenciájának, ott is hal meg 1544-ben, majd a tornai jószágokat felesége örökli, aki szintén Torna várában él.
A dikális vagy portális néven is ismert királyi adó (rovásadó) jegyzékeiben 1552–1554 között vingárti Horváth Gáspár özvegyét tüntetik fel Pamlény falu birtokosaként. Bár a teljes Pamlény falu a tornai uradalomhoz tartozott, birtokjogi integritását megtörte egy királyi adomány 1555-ben, [[I. Ferdinánd magyar király|I. Ferdinánd]] ugyanis bizonyos földeket adományozott Pamlényban Pamlényi Andrásnak és rokonának, Andrásnak.
Vingárti Horváth Gáspár özvegye, Lykerka (Liquerka) Johanna azonban nem sokáig marad a tornai uradalom birtokosa és Torna várának úrnője, mert a várbirtokot 1559-ben eladja Mágocsy Gáspárnak 40 000 magyar Ft-ért. Mágocsy Gáspár (1556–1587) éppen ekkor mondott le a gyulai várkapitányságról, és a tornai váruradalom megvásárlásával királyhű emberként kerül Felső-Magyarország egyik várába, ezzel együtt a tornai főispánságot is elnyeri, és innen indul karrierjének második szakasza, amely 1564-ben az egri várkapitányságban csúcsosodik ki. I. Ferdinánd vitéz katonáját és fivérét, Mágocsy Tamást 1559-ben királyi adománnyal erősíti meg a tornai uradalomban, amelyhez Abaúj vármegyében Pamlény, Encs és Ináncs falvak tartoznak. Mágocsy Torna várában rendezi be rezidenciáját is, 1564–1582 között a dikális összeírás Mágocsy Gáspárt nevezi meg Pamlény földesurának. 1588-ban azonban már Rákóczi Zsigmond (1544–1608), a később erdélyi fejedelem, ekkor egri főkapitány szerepel az adójegyzékben, mint Pamlény földesura, és ő a birtokos az 1596. évi adójegyzékben is. Mágocsy Gáspár kiterjedt birtokait, köztük a tornai, lednicei és munkácsi uradalmat ugyan fivérének, Andrásnak (†1559) unokái, ifj. Mágocsy András (és felesége, Alaghy Judit) kiskorú gyermekei: ifj. Mágocsy Gáspár (1581–1595 k.) és Ferenc (1582–1611), valamint Erzsébet (1584–1590 k.) örökölték, a jószágok tényleges kezelője azonban a gyermekek gyámja, Rákóczi Zsigmond egri főkapitány lett. A tornai uradalom végül az egyetlen felnőttkort megért örököshöz, Mágocsy Ferenchez, Bocskai István fejedelem tanácsosához, majd a Szepesi Kamara királyi tanácsosához, kassai főkapitányhoz (1608), Torna és Bereg vármegyék főispánjához került, ő azonban örökös nélkül halt meg 1611-ben.
A tornai uradalom a 17. században szétforgácsolódott az új birtokosok kezén, Pamlény is bizonyosan levált a birtokkomplexumról, és különböző családok földesúri joghatósága alá került, így a 17. századtól Pamlény is osztozott a legtöbb csereháti falu birtokjogi sajátosságában, tudniillik a conpossessoratus vagy közbirtokosság intézményében. A birtokosi közösségben több nemeshez vagy nemes családhoz megosztva tartozik a birtok, amelyet a földesurak jobbágytelkenként, jobbágyonként osztanak meg egymás között. A jórészt Abaúj vármegyéből, illetve a Cserehátról származó birtokos családokat legtöbbször rokoni kapcsolatok fűzik össze, több birtokos házastársa révén lesz Pamlény földesura. 1641-ben a pamlényi jobbágyok Újlaki Lászlót és jászai Horváth Andrást nevezik meg földesuruknak. A csereháti Újlakról (ma: Abaújlak) származó Újlaki Lászlót 1640-ben Abaúj vármegye előkelő birtokos nemesei között említik, akárcsak jászói Horváth András katolikus nemest, akinek Jászón (ma: Jasov, Szlovákia) udvarháza van, és akinek rokona (fia?) 1640-ben a nagyszombati egyetem retorikai osztályába jár, és iskolatársaival együtt ódát ír a végzős bölcseleti doktorok avatására megjelent pozsonyi nyomtatványban. Jászói Horváth Andrást 1633–1640 között többször is megválasztják Abaúj vármegye táblabírájának, 1639-ben pedig kinevezik a vármegyei had egyik hadnagyának vagy kapitányának. 1663-ban jászai Horváth András a katolikus státus részéről tagja lesz a Borsod vármegye által felállított vallásügyi bizottságnak, és Abaúj vármegye 1646. évi nemesi összeírásában is szerepel a csereháti birtokosok között. Horváth András felesége az abaúji Kinizsi családból származó Kinizsi Erzsébet, majd másodszorra az Ung vármegyéből származó baranyai Baranyay Gáspár és felesége, Ördögh Kata lányát, Borbálát veszi nőül, 1652-ben már házaspárként szerepelnek. A Jászón nemesi udvarházzal rendelkező jászai Horváthoknak a 18. században is marad birtokrészük Pamlényban, 1726-ban Horváth György munkácsi provizor birtokai között a romos jászói kúria és major mellett említik pamlényi jobbágytelkét is, amelyet zálogba vetett.
Pamlény részbirtokosai között feltűnik egy armalista család is, amely lakóhelyéről veszi nevét, és ősének tartja azt a Pamlényi Andrást, aki 1555-ben pamlényi birtokrész adományosa volt. Pamlényi György 1618-ban nyer címeres nemességet II. Mátyás királytól feleségével, Borbálával, illetve fiával, Mátyással együtt. Nemességét Abaúj vármegye 1618. szeptember 18-iki Garadnán tartott közgyűlésén hirdették ki. A Pamlényiek címerükbe hosszú vörös mentét viselő katonát nyertek, akinek kardja török fejet szúr át, sisakdíszként pedig egy törökfejes kardot emelő griffet. A család felemelkedését jelzi, hogy 1636-ban ifj. Pamlényi Mátyás már Abaúj vármegye szolgabírája. A család egyik tagját azonban 1635-ben száműzik a vármegyéből, Pamlényi Gáspár ugyanis súlyos bűnt követett el, de vármegyéje előtt fogadta, hogy hasonló esetben legközelebb aláveti magát Abaúj vármegye halálos büntetésének. A dikális adó 1635. évi jegyzékében a királyi adót taxával megváltó armalista nemesek között a Pamlényiek egész nagycsaládja szerepel: Pamlényi Gergely, István, másik István, Mátyás, János, Gáspár. Abaúj vármegye nemesi összeírásába 1646-ban Pamlényi Gergely, János és István pamlényi illetőségű armalista nemeseket vették fel. A család tagjai feltehetően csak egytelkes nemesek voltak,jobbágyok nélkül, de együttesen birtokos famíliaként tekintették őket. Több tagjuk a rendi ellenállásban és harcokban is részt vett, így 1668-ban Pamlényi Gábor és ifj. Pamlényi István is részese volt annak a rajtaütésnek, amelyet a „kurucok” a szomolnoki pénzszállítmány ellen követtek el, fejenként 100 Ft-tal a zsákmányból is részesültek.
A 17. században a Cserehát legősibb nemesei közé tartozó Szemere család, a szemerei kastély és uradalom ura is bekerül Pamlény birtokosai közé. Szemere Pál (†1652) országgyűlési követ, kamarai tanácsos és Putnoky Klára (†1667) fia: szemerei Szemere László (†1677) zempléni alispán számos abaúji, zempléni, sárosi birtokai mellett Pamlényban is tulajdonos, amikor a Wesselényi-féle szervezkedésben való – koholt vádak alapján megállapított – részvétele miatt 1670-ben elfogják, és jószágait konfiskálják. Szemere Lászlónak Pamlényban 9 lakott és 2 puszta jobbágytelke van, ez az adózásban 1/8 portányi adóképességet jelent, a pamlényi telekállomány nagy része a Szemere családé, csak 4 telek tartozik a birtokostársakhoz. Pamlényban ekkor 8 nemesi telek is található, amelyek nem tartoznak a birtokosok joghatósága alá. A Szemere család Pamlényt szemerei uradalmához csatolta, amelyet szemerei kastélyukból és rezidenciájukból irányítottak, és Litkán kívül részei voltak még Abaúj vármegyében: Szemere, Fulókércs, Csenyéte, Sáp, Bakta, Litka, Vajda és Buzita (ma: Buzica, Szlovákia) falvak és Kéty, Radvány, Beret, Büttös, Berencs és Lyuba puszták. A „rebellis” Szemere László birtokainak konfiskálása miatt a 17. század végén a királyi kincstár lesz Pamlény birtokosa. Szemere László fia, ifj. László (1660 k.–1720 k.) azonban, aki a kezdetektől mint ezereskapitány, illetve brigadéros, később hajdúvárosi főkapitány, 1710-ben pedig mint hadparancsnok vett részt a Rákóczi-szabadságharcban, a szatmári békekötés után a király hűségére térvén, amnesztiában részesül, és visszakapja apja egykori – fiskálissá lett – birtokait a királyi kincstártól.
A középkori Torna vármegyei birtokos családból származó Komjáthy (Komjáthi) Zsigmond, Fuló Zsuzsanna férje valóban aktív résztvevője volt a Wesselényi-féle szervezkedésnek, ezért 1670-ben lefogták, és Torna, valamint Abaúj vármegyei jószágainak felét konfiskálták, ezek között volt egy pamlényi jobbágy (Parlag András) és Korláton egy fából épült nemesi udvarház, valamint szőlők is. Ugyancsak részt vett a Wesselényi-szervezkedésben szászfai és uzapanyiti Uza Mihály (†1700) abaúji birtokos is, aki első és második felesége révén is a Cserehát középkori eredetű nemesi famíliájába nősült. Első neje a Jánokyak Gergely-ágából származó Jánoky Zsuzsanna (Gáspár lánya), aki először Baksy vagy Baksay Mihályhoz ment nőül, de 1655-ben minden ősi, illetve első férjével szerzett jószágát második férjére, a szászfai birtokán élő és a Wesselényi-féle szervezkedésben is részt vállalt Uza Mihályra testálja. Uza Mihály második felesége a Gagyiak Báthori-ágából származó gagyi Báthori Anna, akit 1669-ben vesz nőül. Amikor 1673-ban Uza Mihálynak a kamarai tisztviselők összeírják konfiskált birtokait, szászfai kúriája és majorja, jobbágyai mellett Pamlényban 2 jobbágytelke és jobbágya van (Tót György, Varkó György).
Pamlény falu a 16. század közepén közepes adóképességű faluként tűnik fel, 1552–1554 között az adórovók 6 portára becsülik jobbágyainak termelési erejét, ekkor a jobbágyok mellett néhány zsellér is él a faluban, ahol a birtokosnak, vingárti Horváth Gáspár özvegyének majorsága is van. 1564-ben már 7,5 adóporta után fizetik a pamlényiek a királyi adót, de 1570-ben csökken a portaszám (5,5) a jobbágyok elszegényedése miatt, a zsellérek száma pedig 7-re emelkedik. Az 1570-es években tovább csökken a porták száma, 1579-ben és 1582-ben a dikátorok már csak 3 portára értékelik a falut, és ekkor az adójegyzékekben a töröknek hódolt faluként jellemzik, pedig a hatvani, majd a füleki szandzsák 16. századi összeírásaiban nem szerepel Pamlény, csak Beret, Forró, Litka, Szemere, illetve Büttös, Detek, Devecser, Encs, Fancsal, Petri, Perecse, Szala, Szászfa, de a hatvani szandzsákhoz tartozó Perecse és Szászfa Pamlénnyal szomszédos falvak, feltehetően ezért írták be hódoltként Pamlényt is. A tizenötéves háború (1593–1606) kezdetén tovább csökken az adóképesség, 1596-ban már a 2 portát sem éri el.

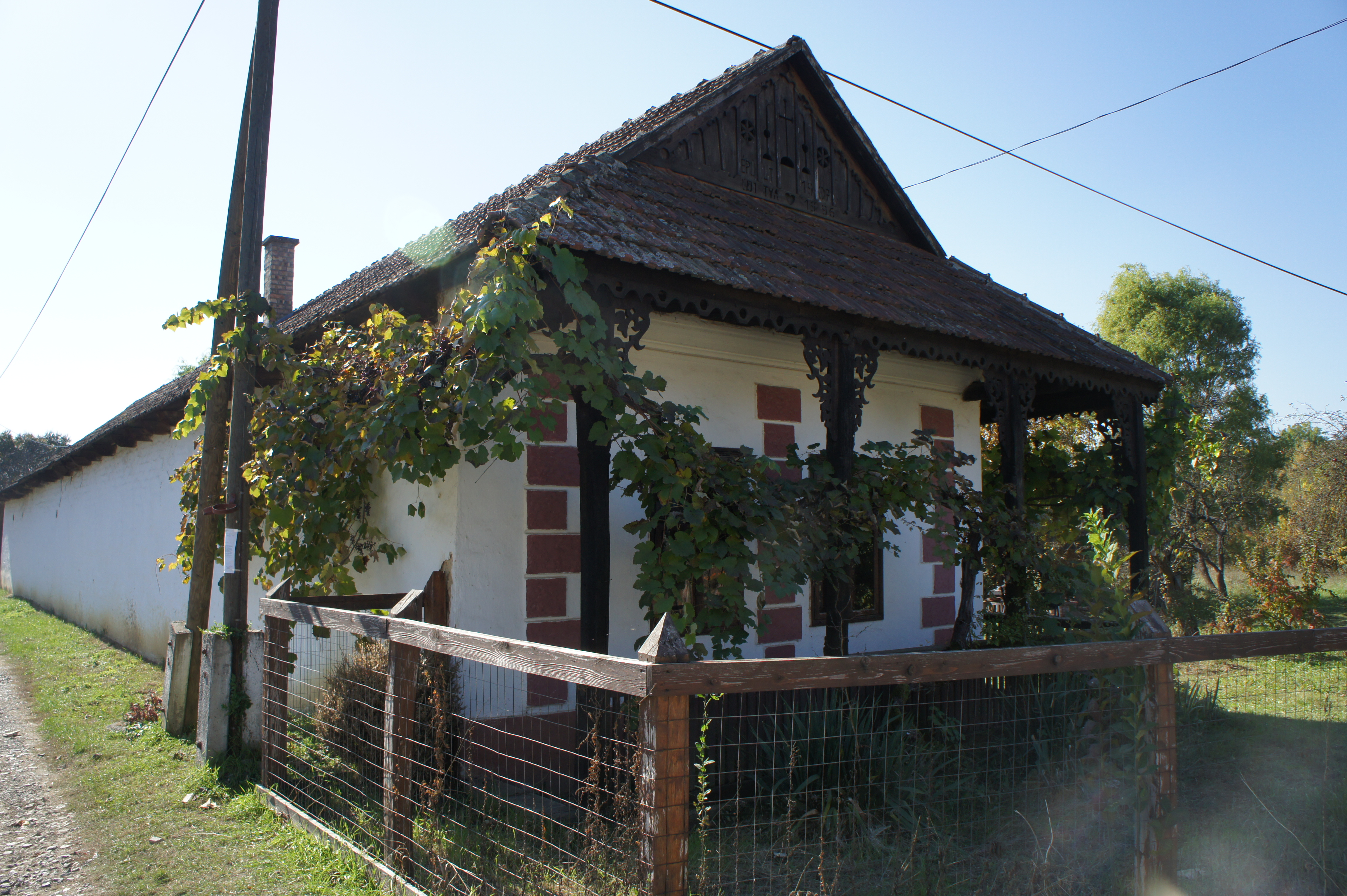
Népi lakóház

1599-ben Pamlényt is elpusztítják a Cserehátra betörő tatár csapatok, ráadásul a felső-magyarországi főkapitányságra frissen kinevezett Giorgio Basta (1550–1607) a tatár hadak ellen az abaúji Méra mellett vonja össze csapatait, s az itt felállított tábor királyi katonasága is hozzájárul a csereháti falvak kifosztásához. Falujuk felégetéséről maguk pamlényijobbágyok vallanak az adószedőknek 1599-ben. 1600-ban a tatár sereg és a királyi katonák pusztításai mellett még a pestis és az éhség is sújtja a felégetett csereháti településeket, a jobbágyok marháik elhurcolásáról is panaszkodnak. Csak 1602-re tér vissza Pamlény vitalitása és adóképessége, igaz, igen alacsony szintre, az 1598-ban bevezetett új adóalapból, a házból 1602 és 1608 között csak 2-t írnak össze az adórovók, ez az adófakultás 1609-ben, a porta mint adóegység újbóli bevezetése évében ¾ adóportát jelent Pamlényban. A 17. század elején némileg erősödik a falu gazdasági ereje, 1613-ban a jobbágyok fél, a zsellérek szintén fél portányi adóképességet tudnak felmutatni. 1624-ben és 1625-ben a jobbágyok már 1,25, illetve 1,5 porta után fizetik a rovásadót, míg a zselléreknek marad a fél portájuk, 1632-re, illetve 1635-re mindkét pamlényi adózó csoport termelőképessége és gazdasági teljesítménye egynegyed portára csökken. 1635-ben jelennek meg először a dikális jegyzékben a pamlényi egytelkes nemesek, az 1618-ban nemességre emelkedett Pamlényi család 6 tagja mellett Balla Mátyás libertinus, azaz a jobbágyi szolgáltatás alól felmentett egykor jobbágy is szerepel a jegyzékben. Az armalista nemesek és a libertinus adózó taxát fizet a királyi adóba, a Pamlényiek összesen 1 Ft 8 dénárt, Balla Mátyás 24 dénárt.
Pamlény 1641-től egy másik, idegen államhatalom és egy másik, idegen földesúr joghatósága alá kerül. 1640-ben ugyanis bekövetkezett a falu és a török kor Cserehát történetének legsúlyosabb tragédiája: az oszmán katonák hódoltató kegyetlenkedése ugyanis Pamlényt is az oszmán hatalom, az egri törökök joghatósága alá kényszerítette. Az Abaúj vármegye jegyzőkönyvébe bejegyzett korabeli tanúvallomás szerint a törökök 1640-ben „nagy kegyetlenül rablották Felső-, Alsó-Gagyot, Kércset és Baktát, iszonyú égetéseket tevén, amely helyekből keresztény atyánkfiai közül kiket levágott, kiket megégetett, kiket kegyetlenül rabságra vittek, összességgel teszen hétszázig, mely kegyetlen rablások miatt kényszerítettek meghódolni Alsógagy, Bakta, Beret és Detek”. A szomszédos csereháti falvakkal együtt Pamlény is így került török uralom alá, amely egyszerre jelentette a szultáni, azaz oszmán állami hatalmat és a török földesurat. A falu ettől kezdve a Hódoltság peremvidékének azon helységei közé tartozott egészen Eger 1687. évi törökök alóli felszabadításáig, amelyek kettős adózás alá estek, azaz a Magyar Királyság és a magyar földesurak mellett a törökök is adóval és járulékokkal terhelték őket. Pamlény meghódolásáról maguk a helyijobbágyok vallottak a vármegyei vizsgálat során 1641-ben: „Pamlényben lakozók: Nagy István, Újlaki László uram jobbágya, 50 esztendős, Balogh Mátyás, jászai Horvát András uram jobbágya, hitök után ekképen vallanak. Körülöttünk való falukon rettenetes rablásokat tevén az török, az reánk következő veszedelmet el akarván távoztatni az töröknek is, egynehány fenyegetőző levelét megadván nekünk, külömben meg nem maradhattunk, hanem meg kellett hódolnunk ifjú Huzain agának. Summánk 27 Ft, 27 icce vaj, az elmúlt karácsony ünnepe tájban hódoltunk meg; császár adója 6 Ft 36 dénár; 11 Ft-ot vettek már oda, és két forint is van már bírságban.” A tanúvallomás szerint az egri törökök 1640. évi gagyvölgyi pusztítása adta meg a végső lökést a pamlényiaknak, hogy meghódoljanak új földesuruknak, az egri ifjú Huszain agának, aki évente 27 Ft-ban és 27 icce vajban követelte a jobbágyi járandóságot, emellett a szultáni (állami) adót 11 Ft-ban állapították meg, de a magyar jobbágyi kötelezettségekhez hasonlóan, bírságpénzzel is tartoztak földesuruknak. Az oszmán adóterhek gazdaságilag jelentékeny faluként tüntetik fel a 17. századi közepi Pamlényt. Az 1648. évi rovásadó-jegyzékben már Pamlényt is a töröknek adózó csereháti falvak között írják össze a dikátorok ¼ portával, míg a taxás lakosok összesen csak 12 dénárt fizetnek taxaként. Pamlény adóképessége a 17. század végéig megmarad, 1696-ban 1/8 portányira értékelik a falut, 1707-ben pedig ¼ porta Pamlény adófakultása.
Pamlény jobbágyaira és zselléreire paraszti termelésük alapján vetették ki a rovásadót. A falu dézsmajegyzékeiben már név szerint is megjelennek a pamlényi adózók, akik egyaránt termesztenek gabonát és szőlőt. Pamlény a dézsmalisták alapján is viszonylag alacsony népességű, legfeljebb 15–20 jobbágytelki állománnyal rendelkező település. 1552-ben Pamlény jobbágyai összesen 43 kalangya őszi és 7 kalangya tavaszi gabonát adtak a királyi kamara által bérelt egyházi tizedbe, a királydézsmába, ugyanebben az évben 7 köböl bort dézsmáltak a falu szőlőhegyein. 1558-ban 6 kalangya őszi búzát és 107 kéve zabot szedtek be a decimátorok 14 jobbágytól (Jó Gergely, Bennók Mihály, Bennók János, Réti Lőrinc, Kovács Máté, Balogh Orbán, Szabó János, Barla János, Barla Benedek, Sándor Pál, Kovács Albert, Patkó Pál, Jó Jakab), Barna János falusi bíró azonban, a dézsmálás hagyománya miatt, dézsmamentes volt. 1581-ben csak 4 jobbágynak volt bordézsmája, 1582-ban azonban, amikor Jó Ambrus viselte a bírói tisztet, 11 jobbágy adott tizedet, összesen 7 kalangya őszi és 5 kalangya tavaszi gabonát. 1600-ban, Nagy Péter bíróságában, 11 jobbágynál (Benyók Imre, Barla János, Major Gáspár, Pásztor Pál, Barla Demeter, Sándor Imre, Major Pál, Bátori István, Parlag György, Parlag János, Dankó Pál) dézsmáltak összesen 10 (30 kévés) kalangya őszi és 4 kalangya tavaszi gabonát, 1605-ben azonban nem volt szőlőtermés a faluban. Báránytizedet csak egyetlen jobbágy adott 1606-ban, Pásztor Pál pásztornak 10 bárányát dézsmálták, vagyis összes állatvagyona 100 bárány volt. 1625-ben Nagy János bíró vezetése alatt 7 jobbágy (Bocskor János, Nagy István, Major István, Barla Mátyás, Kovács János, Parlag György, Nagy Mihály) szolgáltat gabonatizedet, a legtöbbet, több mint 6 (30 kévés) kalangyát: Barla Mátyás, akinek 60 kalangya (180 kéve) őszi búzája termett ebben az évben. A falu dézsmáját ekkor cséplés után állapították meg, összesen 14,5 egri köböl őszi és 3 egri köböl tavaszi szemes gabonát szolgáltattak a pamlényiek. 1645-ben nincs dézsmálható termése Pamlény fogyatkozó számú jobbágyságának (Pallag Miklós bíró, Nagy Balázs, Nagy Péter, Sándor Mihály, Balla/Barla Demeter, Major Mátyás, Nagy István), így a bírón kívül fejenként 12 zselléri dénárral váltják meg a tizedet. 1684-ben már csak 4 jobbágy (Sándor Mihály bíró, Nagy Mihály, Pusztai Péter, Balla/Barla Demeter) képes gabonadézsmát szolgáltatni, összesen csupán 36 kévét, és azt is csak zabból, őszi búzájuk nem termett. 1690-ben is csak zabtermésük után fizeti a 4 jobbágy (Nagy Márton, Kovács István, Sándor Mihály, Demeter István) a tizedet, összesen 14 kévével, amely cséplés után ¾ kassai köblöt tesz ki, illetve a 2 zsellér (Demeter István, Balla/Barla István) ad ún. kereszténypénzt, fejenként 12 dénárt. 1695-ben csak kereszténypénzt fizetett a 4 pamlényi zsellér (Sándor Mihály, Balla/Barla Pál, Demeter Mihály, Demeter István), mivel abban az évben a gabonaföldeket elverte a jég, és nem volt termésük.
Szemere László elkobzott pamlényi jószágának 1672-ben készült urbáriumából kiderül, hogy Pamlény kevés számú jobbágya a 17. század második felében egésztelken gazdálkodott, egy beltelekhez a 3 nyomásban összesen 24 hold, 24 kassai köböl vetőmagra való – nyomásonként 8 hold – szántóföldi külsőség tartozott, a jobbágyok 2, 4 vagy 6 ökörrel szántottak, és Szemere László 5 jobbágyának, 1 kivétellel, lova is volt, jobbágygazdaságonként 10-20 sertést is tartottak, ugyanakkor méhészkedtek is. A gabona- és bortermés után földesúri dézsmát adtak, de cenzus mint földesúri járadék nem volt szokásban. A pamlényi jobbágyokat minden harmadik hetén robotra kötelezte földesuruk. A birtokosok közösön használták a falu tölgyerdejét, amely 200 disznó makkoltatására is elegendő volt.
Pamlény jobbágyai, urai, kivéve a katolikus jászai Horváth családot, illetve egytelkes nemesei a borsodi és abaúji régió legtöbb településéhez hasonlóan, a 16. század második felében a reformáció hívei lettek. A falu egyháza az 1567. évi debreceni zsinaton a Helvét Hitvallást aláíró abaúji, más néven kassavölgyi református seniorátushoz (esperességhez) tartozott, amely a 16. század végén egyesült a tornai egyházakkal, és ettől kezdve abaúj-tornai egyházmegyeként működött. Pamlény vallásos közössége, gyülekezete nem rendelkezett önálló egyházzal, a 16. század végéről és 17. század első évtizedeiből fennmaradt források mindig mint leányegyházat említik, ahová az anyaegyházból jár ki a református lelkész. Pamlény a szomszédos Szászfa református egyházához tartozott, mint fília, Gagybátorral együtt. Első ismert lelkészei: Mányoki Pál (1583), Majtényi Balog György (1594), Osztropataki Balázs (1620), Tállyai András (1621), Forrai András (1623), Fegyverneki Bálint (1623). A lelkész Szászfán lakott, a 17. század elején a pamlényi hívek jobbágycsaládonként évente 6 köböl búzával és 2,5 köböl zabbal tartoztak neki, és egy nyári napon a papi rétet is ők kaszálták. A helyi nemesek búzájának tizedét kapta a szászfai lelkész, ennek behordása a pamlényijobbágyok kötelessége volt, de közösen egy szekér fát is adtak évente. A keresztelésért egy tyúk és egy kenyér járt a lelkésznek, a keresztkomák egy-egy dénárt fizettek neki. Esketésért és temetésért a református prédikátor 12 dénárt kért mind az anyaegyház, mind a fíliák híveitől. A pamlényi hívek fatemplomot építettek a 17. században, amely még a 18. század első felében használatban volt.
Bár Pamlény lakossága és termelőképessége viszonylag épségben élte át a török kort, 1696-ban az országos adóösszeírásban 6 pamlényi jobbágy (Sándor mihály bíró, Balla István, Balla Pál, Kovács István, Nagy Márton) szerepel egyenként 10,5 köblös, azaz nyomásonként kb. 3 köblös szántófölddel, az 1715. évi országos összeírásba már csak egyetlen taxás zsellért, Sándor Mihályt veszik fel, aki 1684-ben még a falu bírája volt, de 1695-ben is feltűnik a neve a dézsmajegyzékben. A Sándor család már 1558-ban is Pamlényban él, de a Balla (Barla) és a Pallag család is hosszú évtizedekig tartozott Pamlény törzsökös jobbágyfamíliái közé a 17. században. 1715-ben Sándor Mihálynak 19 kassai köböl vetőmagra való földje van 3 nyomáson, és egy emberkaszáló rétje, szőleje nincs. Pamlény szántóföldje az összeírás szerint 3 nyomásra van osztva, elég terméketlen, 1 köböl őszi gabona után 3, tavaszi után 5 köböl termést hoz. Rétjei 1 emberkaszálón 1 kocsi szénát teremnek, legelői elegendőek, tűzifára szolgáló erdei is megfelelőek. A földesúri makkos erdők használatáért disznótizeddel fizetnek a jobbágyok. A falu fekvése lankás, dombos, földje sással terhelt, művelése 4 igaerővel történik.
Bél Mátyás 1730-as évek elején készült és a 21. századig kéziratban maradt, Abaúj vármegyét latin nyelven leíró monográfiájában így jellemzi Pamlényt: „38. Pamlény falu területe részben Borsod, részben Torna vármegyében fekszik egy különálló völgyben, szántóföldjei a dombok lejtőin vannak szétszórva. A völgy falun túli részén kétfelől rétek húzódnak, délről és észak felől erdők terjeszkednek a falu körül. Egykor a Pamlényi család szülőhelye és ősi öröksége volt, miután azonban a család elenyészett, most részben Szemere Miklós, részben Jakabfalvi (Jakabfalvay) György a földesura.”

### 18. század

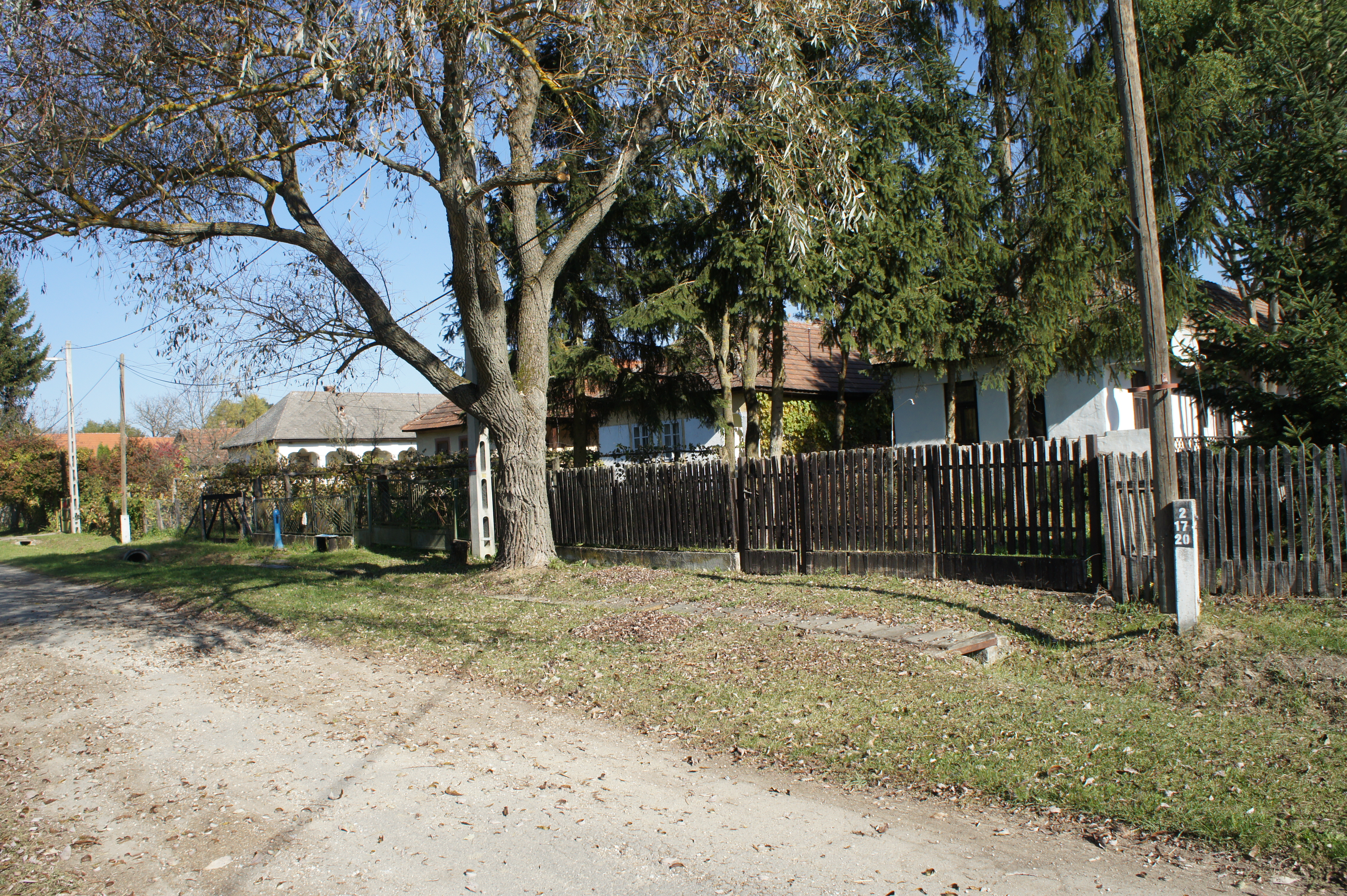
Pamlényi utca népi lakóházakkal

A község népességének egészéről a 18. század második felétől áll rendelkezésre megbízható adat. II. József népszámlálása volt az első olyan összeírás, amely a teljes lakosságra kiterjedt, és ennek adatai szerint 1785-ben Pamlény honos népessége 344 fő volt. Ludovicus Nagy 1828-ban megjelent népességstatisztikai munkája szerint ekkorra a falu népessége némileg csökkent (322 főt tartottak nyilván), a Fényes Elek Geographiai szótárában található, két évtizeddel későbbi, 404 fős érték viszont jelentős gyarapodásra utal. A házak száma ugyanakkor alig változik: II. József idején még 48, 1828-ban viszont már 49 házat jegyeztek fel az összeírók. Az 1828-as országos adóösszeírás idején 84 személy után kellett adót fizetni a faluban. Az 1760-as évek végén végrehajtott úrbéri összeírás felmérésekor Pamlényben 395 holdon 20 jobbágyot és 2 házas zsellért írtak össze, akik összesen 11 és 7/8 jobbágytelken gazdálkodtak. A másfél évtizeddel későbbi népszámlálás idején 23 jobbágyot és 36 zsellért regisztráltak a faluban. A zsellérek magas száma az utóbbi időpontban talán arra utal, hogy a falu határának jelentős részén majorsági gazdálkodás folyt. Határát Vályi András a „sovány” szóval jellemezte, és „habár más javai vannak”, csak másodosztályúnak sorolta be. Korabinszky viszont kiemelte, hogy a helyben termelt retek különösen ízletes.
A település lakosságát a korszak statisztikai írói kezdettől magyarnak minősítették, ami megkülönbözteti a ruszinok lakta vagy vegyes etnikumú közeli falvaktól (pl. Kánytól vagy Perecsétől). Felekezeti szempontból Pamlény lakossága megoszlott a katolikus és a református egyházak között. Az 1828-os kiadású településstatisztikai kiadvány szerint katolikus és protestáns lakója is még 199 katolikus hívőre 107 protestáns jutott, Fényes Elek már hivatkozott műve szerint (két évtizeddel később) viszont akkorra a kálvinisták száma jelentősen, 195-re nőtt, miközben a (római) katolikus közösség 199 fő maradt, így a két felekezet aránya hozzávetőleg kiegyenlítetté vált. Korabinszky, Vályi, Nagy és Fényes is megerősíti, hogy a reformátusoknak volt helyben önálló egyházközségük, és Vályi azt is megjegyzi, hogy a katolikus lakosság Krasznokvajdához tartozott egyházszervezetileg. A településen 1785-ben, a népszámlálás idején már számba vettek egy zsidó családot is, az 1828-as összeírás idején 2 „judaeus” adófizetőt regisztráltak, a lélekösszeírási adatokat felhasználó statisztikai írók szerint pedig 1828-ban 16, majd 1850-ben 10 izraelita élt Pamlényben. Vagyis a zsidó megtelepedés – a Cserehát több más falujához hasonlóan – korán megkezdődött, de a 19. század közepéig nem mutatott számottevő növekedést.
A társadalmi sajátossága a köznemesség magas aránya, ami egyébként a szomszédos Szászfát is jellemezte. II. József korában 18 nemes férfit és fiúgyermeket regisztráltak, ami azt sejteti, hogy (a női lakosságot hasonló számúnak feltételezve) a falu lakosságának mintegy tizede tartozott a kiváltságos rendhez. Egy részük valószínűleg egybeesett azokkal, akik nevét az úrbéri összeírásból ismerjük, amikor a 11 jobbágy felett rendelkező Fáy András – aki nem azonos a reformkori íróval (1786-1864) – mellett számosan törpebirtoknak voltak a földesurai. Közülük hatukhoz csak 5/8 telek és az azon gazdálkodó 1-1 jobbágy tartoztak (Bárdossy János, Básthy Dániel, Horváth László, Jakabfalvy Miklós, Szentimrey József és Szentimrey László örökösei), ugyanakkor e nemesi családnevek közül több feltűnik más, közeli falvak birtokosai között is.

### 19. század
Pamlény népessége a 19. században 400 fő körül stagnált (1850-ben 374 fő, 1880-ban 398 fő, 1900-ban 384 fő), azaz a folyamatos elvándorlást a természetes szaporodás ellensúlyozta. A születések aránya 1900 és 1910 között 44,6‰, a halálozásoké 23,6‰ (a különbözetből eredő többlet 76 fő), és körülbelül 75–80 fő költözött el a településről, illetve vándorolt ki az Egyesült Államokba.
A lakosság felekezeti megoszlása a 19. század második felében nem változott jelentősen, bár a római katolikusok aránya csökkent és a római katolikusoké emelkedett. Az előbbiek száma 1900-ban 154 fő (40%), az utóbbiaké 98 fő (26%), míg a szintén gyengülő református gyülekezet 115 főből állt (30%). A csekély számú, mindössze 7–8 iskolakötelest a lelkész oktatta, az 1859 óta 42 éven át Pamlényban szolgálatot teljesítő Baskai János halála után azonban nehéz volt utódról gondoskodni. Az alfabetizáció a század utolsó harmadában mégis gyors ütemben terjedt a faluban. 1880-ban a lakosság 18%-a, 1900-ban már 54%-a, a 6 éven felüliek 65%-a tudott írni és olvasni.

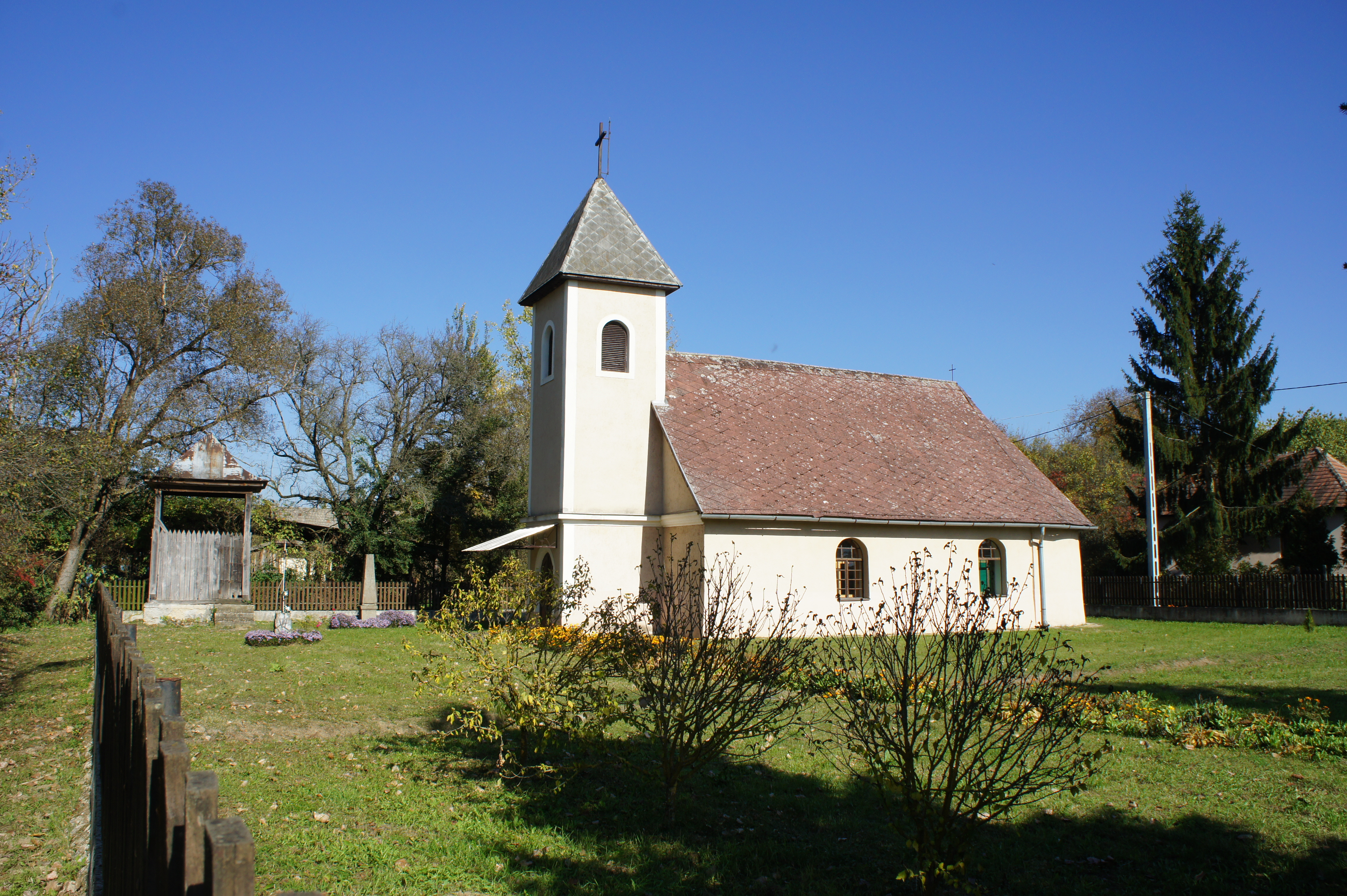
Szent Mihály főangyal római katolikus templom

A zsáktelepülés 19. századi földhasznosítását a Rakaca-völgy természeti feltételei, az alacsony népességszám és a kedvezőtlen piaci adottságok befolyásolták. A szántók területe 1865 és 1895 között nem változott (a századfordulón 870 kataszteri hold, a faluhatár 41%-a), a legelőké 194 holdról 426 holdra emelkedett (20 %), az erdőké viszont 1336 holdról 607 holdra csökkent (29 %). A nagyarányú erdőirtás tehát a legeltethető területek és az extenzív állattartás bővítését célozta, az állomány gyarapodását azonban a gyakori járványok (lépfene, sertésvész, rühkór, ragadós száj- és körömfájás) akadályozták. 1895 és 1911 között például a szarvasmarhák száma 316-ról 260-ra, a sertéseké 228-ról 186-ra, a juhoké 1003-ról 426-ra apadt.
Pamlényban a reformkorban számos kisnemes família élt, akik a jobbágyfelszabadítás után töredéktelkeken gazdálkodtak. Nagyobb birtokkal Pédery Lajos, Gelley Antal, valamint a kitűnő lótenyésztő hírében álló Pamlényi Pál (az Abaúj vármegyei agarász társaság tagja) rendelkezett, halála után azonban lánya, Soldos Pálné (Pamlényi Mária) eladósodott, és a 650 holdas gazdaságot Flor Hermann vállalkozónak adta bérbe. A volt úrbéresek 1905-ben fogyasztási és értékesítő szövetkezetet alakítottak azzal a szándékkal, hogy tagjait jó minőségű és kedvező árú háztartási cikkekkel lássa el, valamint termékeik értékesítését segítse (az igazgatóságba Jaczkovics Jánost, Kondás Jánost és a tekintélyes kisgazda családból származó Panyik Istvánt választották).

### 20-21. század

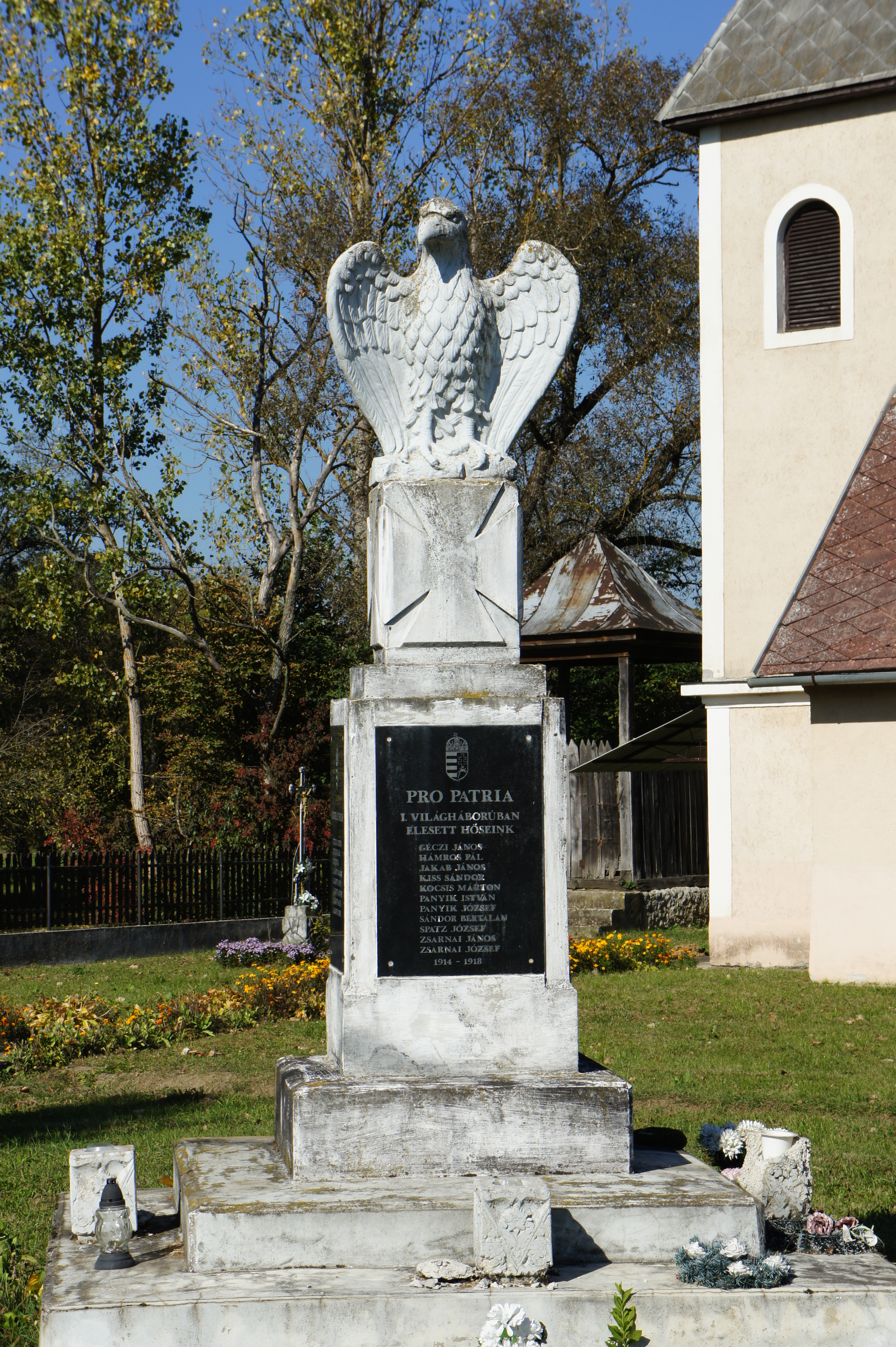
I. világháborús emlékmű

Pamlény 1910-ben Abaúj-Torna vármegye Tornai járásához tartozott. A község 2117 kat. holdon (= 1218 hektár) terült el, lakóinak száma 379 volt. A túlnyomórészt magyar anyanyelvű lakossággal rendelkező faluban 2 német és 6 egyéb anyanyelvűt regisztrált a statisztika. A népesség vallásilag négy felekezet között oszlott meg: 175 fő volt római katolikus, 100 fő görögkatolikus, 94 fő református és 10 fő izraelita. Szinte a teljes lakosság megélhetése a mezőgazdaságból származott, s ebben lényegi változás a későbbiekben sem történt.
A trianoni békeszerződés közigazgatási változásai következtében Pamlény az Encsi járás része lett. 1920-ra népessége 413 főre növekedett és teljes egészében magyar anyanyelvűvé lett. Vallási téren jelentősen, 208 fősre gyarapodott a római katolikus közösség, kik mellett 97 református, 96 görögkatolikus, 10 izraelita és – új színfoltként – 2 evangélikus élt a faluban. 1941-re a népesség még tovább, 448 főre nőtt. Ez a számbeli gyarapodás a római katolikus és a református felekezeteknek kedvezett, híveik létszáma ekkor 231 és 116 volt. Ellenben a görögkatolikus közösség 91 fősre csökkent, de 9 izraelitát és 1 evangélikust is rögzített a népszámlálás.
A világháborúk közötti periódusban Pamlényban a reformátusok templommal, a római katolikusok templommal és elemi iskolával is rendelkeztek. A református iskola 1910-ben szűnt meg, tanulóinak száma ekkor 15 volt. A templom azonban 1914-ben felújításra került, s tornya is épült. A legnagyobb, 204 kat. holdat kitevő birtoka a faluban dr. Balog Antalnak volt, de jelentős földterületet, 120 holdat birtokolt Péderi Ferenc is. 1932-ben nagy károkat okozó tűzvész pusztított a községben.
A 20. század első felének világháborúi több helyi családot közvetlen közelről érintettek. Az elhunytak tiszteletét a római katolikus templomkertben található közös síremlék őrzi. A nagy háborúban halt hősi halált Géczi János, Hámros Pál, Jakab János, Kiss Sándor, Kocsis Márton, Panyik István, Panyik József, Sándor Bertalan, Spatz József, Zsarnai János és Zsarnai József, s a második világháborús frontokon vesztette életét Géczi Gyula, Kecskeméti Bertalan, Krajnyák József, Laczkó János, Matyi Miklós, Panyik András, Pédery László, Szabó F. Bertalan, Szaniszló Gyula, Timkó Mihály, Vécsey László és Viszlai Lajos. A holokauszt is nyomot hagyott a településen, a falu mindkét izraelita családjának tagjai az elhurcoltak között voltak: Czeisler Albertné, Czeisler Klára, Czeisler Éva, Lazarovits Ignácné, Lazarovits Árpád, Lazarovits Árpádné, Lazarovits Márta és Lazarovits Tibor.
Pamlény lakói számára 1944. december 18-án ért véget a második világháború. 1949-ben a háború utáni első népszámlálás szerint a község lakóinak száma 416 volt, akik három fő vallásfelekezethez tartoztak: 55,0%-ban római katolikusok, 24,3%-ban református és 20,0%-ban görögkatolikusok voltak. Az evangélikusok elenyésző, 0,2%-os jelenléttel rendelkeztek, míg a felekezeten kívüliek aránya 0,5% volt. A szocializmus idején a népességszám drasztikusan csökkent, s az 1990. évi népszámlálás idejére 95 fősre apadt a lakónépesség.
A második világháború utáni gazdasági átalakulás következtében az első, Dózsa György nevét viselő termelőszövetkezet 1950-ben, a szegényparasztok összefogásával alakult meg, majd 1951-ben a középparasztok hozták létre a Kossuth téeszt. Egyik szerveződés sem volt igazán sikeres, s 1956 forradalmi napjaiban mindkettő feloszlott. Ezután földjeiket az állami gazdaság művelte, mígnem 1960-ban létrejött a II. Rákóczi Ferenc Mg. tsz, ami saját gépek beszerzését követően már sikeresebben működött. Különösen az állattenyésztés, azon belül a juhtenyésztés hozott nyereséget. Ez a téesz 1970-ben csatlakozott a krasznokvajdai Bástya Termelőszövetkezethez, melynek Büttös, Kány, Keresztéte, Perecse és Szászfa is tagja lett.
Az 1956. évi forradalmi események hatására október 28-án tartottak felvonulást a faluban, amikor is munkástanács alakult, melynek valószínűleg Dankó István földműves lett az elnöke. Ezzel párhuzamosan sor került Kozma László tanácselnök leváltására, aki csak 1957 februárjában került vissza pozíciójába. Az októberi felvonulás megszervezése következtében a forradalom leverése után Kinlai István és Rabócz László kisparasztok rendőri felügyelet alá kerültek.
A község villamosítása 1961-ben valósult meg. A nagyfokú elvándorlás ellenére Pamlénynek volt mozija, kis könyvtára és általános iskolája is, bár a gyereklétszám folyamatosan és jelentősen csökkent. Miközben az egytantermes, egytanerős intézményben tanulók száma az 1945/46-os tanévben 94 volt, addig húsz évvel később már csak 48, igaz ekkor 7 felnőtt is koptatta a padokat. A részben osztott iskola 1970-ben már a krasznokvajdai körzeti iskolához tartozott.
A második világháború utáni változások közigazgatási átszervezéssel is jártak, minek eredményeképpen 1950-től Pamlény Borsod-Abaúj-Zemplén megye Encsi járásába, azon belül a Gagybátor központú körjegyzőségbe sorolódott Gagyvendégi és Szászfa községekkel együtt. Ugyanebben az évben Keresztétével Pamlény székhelyű községi közös tanácsot szerveztek, ami 1966-ban a községeknek – valamint Büttös, Kány, Perecse és Szászfa településeknek – Krasznokvajda KKT-hoz való csatlakozásával szűnt meg. A közös tanácsú községet 1984. január 1-jével Encs városkörnyéki községévé nyilvánították. Végül a rendszerváltást követően Pamlény (és Keresztéte) az 1991. január 1-én megalakuló Szászfai körjegyzőség része lett.
A szocializmusban jellemző népességfogyás a rendszerváltás után is folytatódott, 2020. január 1-én már mindössze 47 fős volt a lakónépesség. A 2011. évi népszámlálás alkalmával a község lakói 100,0%-ban magyarnak, 2,2%-ban görögnek, szintén 2,2%-ban románnak és 20,0%-ban egyéb nemzetiségűnek mondták magukat. Vallási tekintetben 35,6%-uk volt római katolikus, 13,3%-uk görögkatolikus, 4,4%-uk református és 6,7%-uk felekezeten kívüli. Ugyanakkor rendkívül magas, 40,0% volt a válaszolni nem kívánók aránya.
Pamlény lakosságszerkezete napjainkban elöregedő, a munkanélküliek aránya országos átlag feletti. A település lakóinak helyben történő háziorvosi ellátása a krasznokvajdai körzeti orvos feladata, míg gyermekorvosi ellátásra Krasznokvajdán, fogorvosira Baktakéken, szakorvosira Encsen van lehetőség. A legközelebbi kórház Szikszón, mintegy 25 km-re, vasútállomás Encsen, 31,0 km-re található. Az óvodás és iskolakötelezett gyermekek Krasznokvajda intézményeit látogatják. A település közös önkormányzati hivatalt fenntartó község, melynek székhelye Selyeb. Pamlényban nemzetiségi önkormányzat nem működik.

## Közélete

### Polgármesterei
- 1990–1994: Ifj. Zsarnai Gyula (független)[81]
- 1994–1998: Ifj. Zsarnai Gyula (független)[82]
- 1998–2002: Zsarnai Gyula (független)[83]
- 2002–2006: Zsarnai Gyula (független)[84]
- 2006–2010: Zsarnai Gyula (független)[85]
- 2010–2014: Zsarnai Gyuláné (független)[86]
- 2014–2019: Zsarnai Gyuláné (független)[87]
- 2019–2024: Horváth Tibor (független)[88]
- 2024– : Horváth Tibor (Cigány Közösségek Szövetsége)[1]

## Népesség
A település népességének változása:
| Lakosok száma | 41   | 38   | 41   | 48   | 47   | 55   | 57   |
|               | 2013 | 2014 | 2015 | 2021 | 2022 | 2023 | 2024 |

2001-ben a település lakosságának 83%-a magyar, 17%-a cigány nemzetiségűnek vallotta magát.
A 2011-es népszámlálás során a lakosok 100%-a magyarnak, 2,2% görögnek, 2,2% románnak, 20% egyéb nemzetiségűnek mondta magát (a kettős identitások miatt a végösszeg nagyobb lehet 100%-nál). A vallási megoszlás a következő volt: római katolikus 35,6%, református 4,4%, görögkatolikus 13,3%, felekezeten kívüli 6,7% (40% nem válaszolt).
2022-ben a lakosság 66%-a vallotta magát magyarnak, 4,3% egyéb, nem hazai nemzetiségűnek (29,8% nem nyilatkozott; a kettős identitások miatt a végösszeg nagyobb lehet 100%-nál). Vallásuk szerint 42,6% volt római katolikus, 2,1% református, 14,9% felekezeten kívüli (40,4% nem válaszolt).

## Látnivalók
- Református templom: A községnek a 16. század végén már volt egy, valószínűleg fából készült temploma. A falban van egy beépített gerenda 1608-as és 1778-as évszámmal. A mostani épület 1763-1764-ben épülhetett, ekkor készült ugyanis a sík födémű templomhajó évszámos feliratú famennyezete. Későbbi átalakítások során vált teljesen jellegtelen külsejűvé és kapta főhomlokzata előtt álló tornyát. Karzatának mellvédjén kilenc festett kazettája eredeti megoldású. Mindegyiken található egy belső kisebb füles keretezés, ezen belül vannak a festett virágkompozíciók, illetőleg néhányon, írott zsoltárszöveg. Ezeken néhány alapvető reneszánsz elem, például az olaszkorsó és a koszorú is megtalálható elég rusztikus megfogalmazásban. A kereteken körül eltérő vonalvezetésű, oda nem komponált virágornamens található, itt láttunk tulipánt, többkaréjos rozettát és gránátalmát. A mellvéd felső szalagján a következő felirat olvasható: „a kitsinyeknek es tsets szopoknak szájok által erősitetted meg a te hatalmadat solt: 8. 8. 3. anno dni 1764.” Ebben az évben fejeződhetett be a templom átépítése.

## Környező települések
Keresztéte és Krasznokvajda 8 km-re, Szászfa 4 km-re. A legközelebbi város: Encs kb. 30 km-re.